# Systropha tropicalis
Systropha tropicalis là một loài Hymenoptera trong họ Halictidae. Loài này được Cockerell mô tả khoa học năm 1911.